# Microregione di Senhor do Bonfim
Senhor do Bonfim è una microregione dello Stato di Bahia in Brasile, appartenente alla mesoregione di Centro-Norte Baiano.

## Comuni
Comprende 9 municipi:
- Andorinha
- Antônio Gonçalves
- Campo Formoso
- Filadélfia
- Itiúba
- Jaguarari
- Pindobaçu
- Senhor do Bonfim
- Umburanas